# The 2000-Year-Old Virgin
The 2000-Year-Old Virgin («2000-летний Девственник») — шестая серия тринадцатого сезона мультсериала «Гриффины». Премьерный показ состоялся 7 декабря 2014 года на канале FOX.

## Сюжет
Гриффины отправляются на предновогодний шопинг в местный торговый центр, семья разбегается по разным магазинам. Питер просит Лоис купить ему на новый год массажное кресло, которое стоит огромных денег. Внезапно Лоис замечает Иисуса в магазине, вместе они решают спросить у него, как он поживает. Выясняется, что Иисус и не уезжал из Куахога с момента последнего казуса в городе. Он предлагает Питеру посидеть вместе у него дома. Квартира сына Божьего выглядит просто ужасно, и тогда Гленн, Кливленд и Джо решают организовать вечеринку для Иисуса, но он признается, что является девственником. Парни в шоке: они решают сводить его вечер быстрых знакомств, но все безуспешно.
Питер во что бы то ни стало хочет помочь Иисусу лишиться девственности даже тогда, когда тот ему признается, что хочет Лоис в постель. Жена Питера в недоумении, но Питер говорит о том, что среди миллионов женщин сын Божий выбрал именно Лоис. Уже в последний момент, выпивая в баре с парнями и расслабляясь на массажном кресле, которое ему досталось от «выгодной сделки», Питер вдруг понимает, что совершил огромную ошибку. Он мчится в отель и застает там Лоис, которая, однако, не смогла изменить своему мужу, потому что очень дорожит браком. Иисус быстро на ходу сочиняет легенду о том, что всё это — якобы проверка отношений, помогающая дорожить любовью, и убегает из номера.
Уже дома все члены семьи открывают свои подарки. Стьюи получает от Руперта диск с песнями Джони Митчелл. Он быстро убегает в свою комнату, плачет там, пытаясь понять, кому же тогда Руперт купил то ожерелье. В финальной сцене показывается мэр Адам Вест, надевающий ожерелье и благодарящий мишку за подарок.

## Рейтинги
- Рейтинг эпизода составил 2.3 среди возрастной группы 18—49 лет.
- Серию посмотрело порядка 4.44 миллиона человек.
- Серия уступила по количеству зрителей «Симпсонам» в тот вечер Animation Domination на канале FOX.[1]

## Критика
- Катрина Туллок из Entertainment Weekly высоко оценила различные шутки в самом начале эпизода: начиная от фуд-корта в торговом центре, в магазине гавайских рубашек, заканчивая шуткой над зрителями сериала студенческого возраста. Лучшей шуткой эпизода была названа фраза Иисуса про вино, которое он назвал своей кровью.[2]
- Билли Хэллоуэлл из портала The Blaze отметил, что реакция зрителей в Твиттере по поводу изображения в эпизоде Иисуса варьировалась от позитивных до крайне негативных оценок: в то время, как одни пользователи оценили шутки и были удивлены критике, другие, наоборот, посчитали изображение Иисуса несправедливым по отношению к другим божествам.[3]
- Научно-Исследовательский Медиа Центр, являющийся, по сути, консервативным аналитиком, который неоднократно критиковал сериал за шутки, и в этот раз подверг жесточайшей критике эпизод на официальном сайте. Так, Л. Брент Бозелл III высказался в адрес создателя «Гриффинов» Сета Макфарлейна: "Макфарлейн, либеральный атеист, стоящий у истоков «Гриффинов», кажется, особенно обозлился на это Рождество, ещё больше святотатствуя (…) «Гриффины» постоянно пересекаются с пошлостью и богохульством, но данный эпизод является апогеем кощунства и вульгарности "